# Schutzraum (Soziologie)
Schutzraum, geschützter Raum oder Safe Space im Sinne der Soziologie bezeichnet eine inklusive Umgebung, in der Menschen frei von Diskriminierung sein sollen. Ein solcher Raum soll auch die Auseinandersetzung mit den eigenen Diskriminierungserfahrungen und ein Empowerment ermöglichen. Gemeint ist primär ein sozialer Raum, zum Beispiel eine Gruppe. Da auch in solchen Räumen kein vollständiger Schutz gewährleistet werden kann, wird häufig auch von geschützterer Raum oder Safer Space gesprochen.
Seinen Ursprung hat das Konzept in der Frauenbewegung. Inzwischen wird das Konzept allerdings auf verschiedenste Formen von Diskriminierung angewendet.

## Geschichte
Als Vorläufer sogenannter Safe Spaces gelten US-amerikanische schwule und lesbische Bars der 1950er und 60er Jahre. In den 1970er Jahren gelangte das Konzept auch nach Westdeutschland, wo im Rahmen von Selbsterfahrungsgruppen Räume für ausschließlich Frauen oder homosexuelle Männer geschaffen wurden. Ein Vorbild dafür stellten Consciousness-Raising-Gruppen in den USA dar. Ein weiterer Vorläufer sind lesbisch-separatistische „all women spaces“ der 1980er und 1990er Jahre.